# Patrónite
La patrónite è un minerale.

## Origine e giacitura
La sua origine proviene dalla fase sedimentaria.

## Forma in cui si presenta in natura
Minerale terroso, di colore nero. Viene principalmente impiegato per l'estrazione del vanadio